# Werner Seelenbinder
Werner Bruno Erich Seelenbinder (ur. 2 sierpnia 1904 w Szczecinie, zm. 24 października 1944 w Brandenburgu) – niemiecki zapaśnik walczący w stylu klasycznym. Olimpijczyk z Berlina 1936, gdzie zajął czwarte miejsce w wadze półciężkiej.
Brązowy medalista mistrzostw Europy w 1937 i 1938.
Mistrz Niemiec w latach 1933, 1935–1938 i 1941, w stylu klasycznym.
Był antyfaszystą. Jako członek komunistycznego ruchu oporu był aresztowany w 1942 i po torturach i umieszczeniu w obozach koncentracyjnych stracony w 1944.

## Letnie Igrzyska Olimpijskie 1936
| Konkurencja          | Rundy eliminacyjne     | Rundy eliminacyjne   | Rundy eliminacyjne | Rundy eliminacyjne  | Rundy eliminacyjne  | Klas. końcowa |
| Konkurencja          | Przeciwnik I           | Przeciwnik II        | Przeciwnik III     | Przeciwnik IV       | Przeciwnik V        | Miejsce       |
| -------------------- | ---------------------- | -------------------- | ------------------ | ------------------- | ------------------- | ------------- |
| 87 kg styl klasyczny | Edvīns Bietags (LAT) P | Georg Argast (SUI) Z | wolny los Z        | Franz Foidl (AUT) Z | Axel Cadier (SWE) P | 4.            |